# Paradisio
Paradisio er en Dance-gruppe fra Belgien, der blev dannet i 1994. De udgav to albums under de nu nedlagte selskab Border Breakers under Nippon Crown: det første var det selvbetitlede Paradisio, udgivet i 1997 efter deres singledebut "Bailando", der blev et internationalt hit i sommeren 1996 og 1997; deres andet album med titlen Tarpeia, blev også udgivet i 1997. De gik kortvarigt i opløsning fra 1998 til 1999, og igen i 2003, men blev gendannet i 2009 og i 2001 indspillede og udgav gruppen endnu et album; Noche Caliente.

## Diskografi

### Studio albums
| Paradisio                                | - Udgivelsesdato: November 1997 - Pladeselskab: Arcade Music Company/Nippon Crown - Format: CD | 18 | 54 | - FIN: Gold |
| Tarpeia                                  | - Udgivelsesdato: 1997                                                                         | -  | -  |             |
| Noche Caliente                           | - Udgivelsesdato: 2011                                                                         | -  | -  |             |
| "—" denotes releases that did not chart. |                                                                                                |    |    |             |

### Singler
| 1995                                    | "Un Clima Ideal"                                   | 42 | 17 | — | —  | — | —  | —  | — | —  |                                                               | Single only  |
| 1996                                    | "Bailando"                                         | 2  | 8  | 1 | 4  | 1 | 25 | 3  | 1 | 1  | - BEL: Gold - DNK: Gold - NOR: 2× Platinum - SWE: 3× Platinum | Paradisio    |
| 1996                                    | "Bandolero"                                        | 19 | 21 | — | 92 | — | —  | 11 | — | —  |                                                               | Paradisio    |
| 1997                                    | "Vamos a la Discoteca"                             | 20 | 18 | — | 18 | 3 | —  | 9  | 6 | 3  | - NOR: Gold - SWE: Gold                                       | Paradisio    |
| 1997                                    | "Dime Como"                                        | 55 | —  | — | —  | — | —  | —  | — | 36 |                                                               | Paradisio    |
| 1998                                    | "Paseo"                                            | —  | —  | — | —  | — | —  | —  | — | 51 |                                                               | Paradisio    |
| 1999                                    | "Samba Del Diablo"                                 | 59 | —  | — | —  | — | —  | —  | — | —  |                                                               | Singles only |
| 2000                                    | "La Propaganda"                                    | —  | —  | — | —  | — | —  | —  | — | —  |                                                               | Singles only |
| 2001                                    | "Vamos a la Discoteca 2001" (featuring Alexandria) | —  | —  | — | —  | — | —  | —  | — | —  |                                                               | Singles only |
| 2003                                    | "Luz de la Luna"                                   | 66 | —  | — | —  | — | —  | —  | — | —  |                                                               | Singles only |
| 2016                                    | "Vamos A La Playa"                                 | —  | —  | — | —  | — | —  | —  | — | —  |                                                               |              |
| "—" denotes releases that did not chart |                                                    |    |    |   |    |   |    |    |   |    |                                                               |              |